# Горичко
Горичко (словен. Goričko) је побрђе на крајњем североистоку Словеније, на тромеђи са Аустријом и Мађарском.
Горичко лежи на крајњем североистоку државе и заузима највиши део простора између Муре и Рабе. Данас је то северни део словеначког Прекомурја. Највиши врхови брда досежу 400 метара надморске висине. Област прима мало падавина за словеначке услове, па је слабо развијена земљорадња.

## Историја
Од 10. века Горичко је било у саставу Угарске, а становништво је било подељено на већинске Словенце и мањинске Мађаре. Мађари су традидиционално настањивали источни део Горичког (данас општине Добровник и Ходош).
По подели велике Угарске после Првог светског рата, Горичко се нашло подељено, причему је највећи део области припао тадашњој Краљевини Срба, Хрвата и Словенаца, данас Словенији. Као веома дотад слабо развијена област без већих и значајнијих насеља Горичко је додатно било забачено и слабо прометно, па је и данас једно од најслабије насељених и слабо развијених крајева Словеније.

## Општине и насеља Горичког
На подручју Горичког данас се налазе следеће мале општине: Добровник, Горњи Петровци, Град, Кобиље, Кузма, Моравске Топлице, Пуцонци, Рогашовци, Ходош, Цанкова и Шаловци.
На подручју ни данас нема великих насеља, а најближе веће насеље је Мурска Собота.